# TV2 Klub
TV2 Klub ist ein ungarischer TV-Sender, der am 1. Januar 2010 auf Sendung ging. Eigentümer war bis Dezember 2013 die ProSiebenSat.1 Media AG. Offiziell wechselte der Eigentümer durch ein Management Buyout. Der ehemalige CEO von TV2 (Ungarn) Zsolt Simon und seine Finanzchefin übernahmen die gesamte ungarische Senderkette, sowie die rumänischen Sender von ProSiebenSat.1. Neben FEM3 betrieb die ProSiebenSat.1 Media AG in Ungarn noch die Sender TV2, PRO4 und Super TV2.
Das Programmangebot des Senders ist auf ein weibliches Publikum ausgerichtet und umfasst Serien, Reality-Shows, Lifestyle-Formate, Unterhaltungsmagazine und Dokumentationen. Am 8. März 2024 wird der Sender in TV2 Klub umbenannt.

## Sendungen
- 90210
- Lipstick Jungle
- Melrose Place
- Swingtown
- The Simple Life